# معركة دنقلا الثانية
معركة دنقلا الثانية هي معركة نشبت عام 652م بين جيش المسلمين بقيادة عبد الله بن سعد بن أبي السرح وجيش مملكة المقرة حاصر فيها عبد الله بن سعد مدينة دنقلا. انتهت المعركة بانسحاب المسلمين.

## خلفية
بعد فتح المسلمين لمصر على يد عمرو بن العاص عام 642 م أٌرسل عقبة بن نافع على رأس جيش يتكون من 20 ألف مسلمًا لفتح بلاد النوبة ، ولكنه تكبد خسائر فادحة نظرًا لحرب العصابات التي مارسها النوبيون والتي أدت إلى انساحبه، وإبرامه معاهدة معهم في 645م. وفي 652م خرق النوبيون إحدى بنود المعادة فتحرك جيش قوامه 5000 رجلًا على رأسه عبد الله بن سعد بن أبي السرح وحاصر عاصمتهم دنقلا.

## المعركة
تكون جيش عبد الله بن سعد بن أبي السرح من 5000 رجل منهم الكثير من الفرسان وبحوزتهم منجنيق، وحاصروا المدينة، ومن ثم وُقعت معاهدة البقط.

## هوامش
1. ↑  Clark, page 565
2. ↑  Hrbek, page 103